# 島寿司

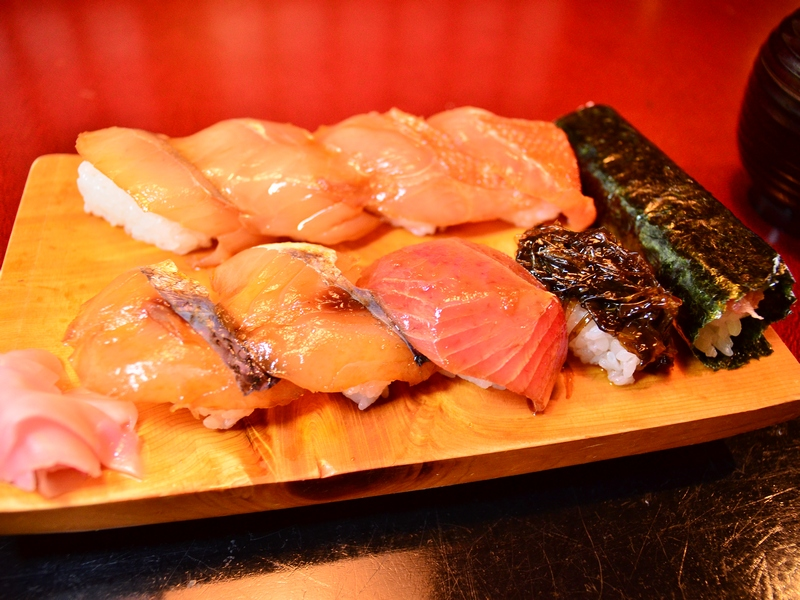
島寿司（八丈島）

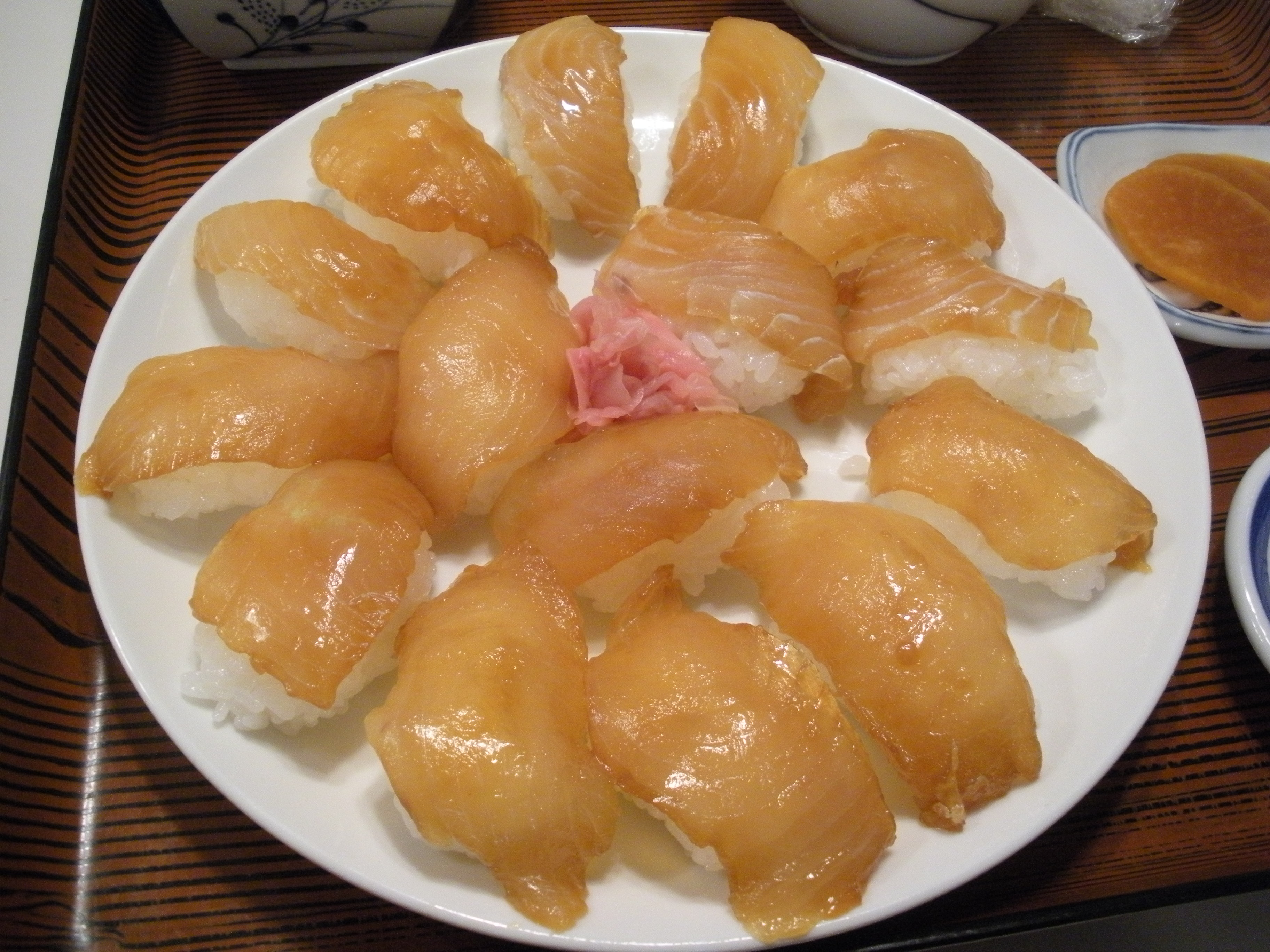
島寿司（小笠原諸島）

島寿司（しまずし）は東京都の伊豆諸島にある八丈島の郷土料理で、握り寿司の一種である。

## 概要
寿司種を薄く切り醤油主体のたれに軽く漬けて醤油漬とし、砂糖でやや甘味を強くした酢飯で握る。この際、ワサビの代わりに練りがらし（粉がらしを練ったもの）を使うのが特徴である。なお、伊豆大島では練りがらしではなく、醤油主体のタレに青唐辛子を加えており、その寿司種の色から「べっこうずし」とも呼ばれる。
島で水揚げされるカジキ、シイラ、イサキ、カンパチ、メダイ、オナガダイ、アオダイ、キンメダイ、マグロ、カツオ、トビウオ等が使用される。伊豆諸島南部及び八丈島からの移住者が多い小笠原諸島でも作られており、小笠原ではサワラを使うのが一般的である。また、戦前には硫黄島でも作られていた（酢の代わりに島で栽培されていたレモンを用いる事もあったという）。島のりと呼ばれるイワノリの佃煮の握りを一人前に一つか二つ添えることも多い。
伊豆諸島では温暖な地域で寿司を食べるために明治以降に独自の技法が発達した。ワサビの代わりにからしを使うのは、八丈島や小笠原諸島でワサビが手に入らなかった時代の名残りである。一方、伊豆大島では醤油に「青とう」と呼ばれる辛味の強い青唐辛子を加えたたれに漬け込む。酢飯の甘みはさほど強くなく、練りがらしは使わない。基本的には握りに作るが、甘酢生姜や島のりを混ぜた酢飯に魚を乗せて、ちらし寿司風に作ることもある。伊豆諸島では刺身を食べる時にもワサビの代わりに青とうが日常的に使われている。

## 大東寿司

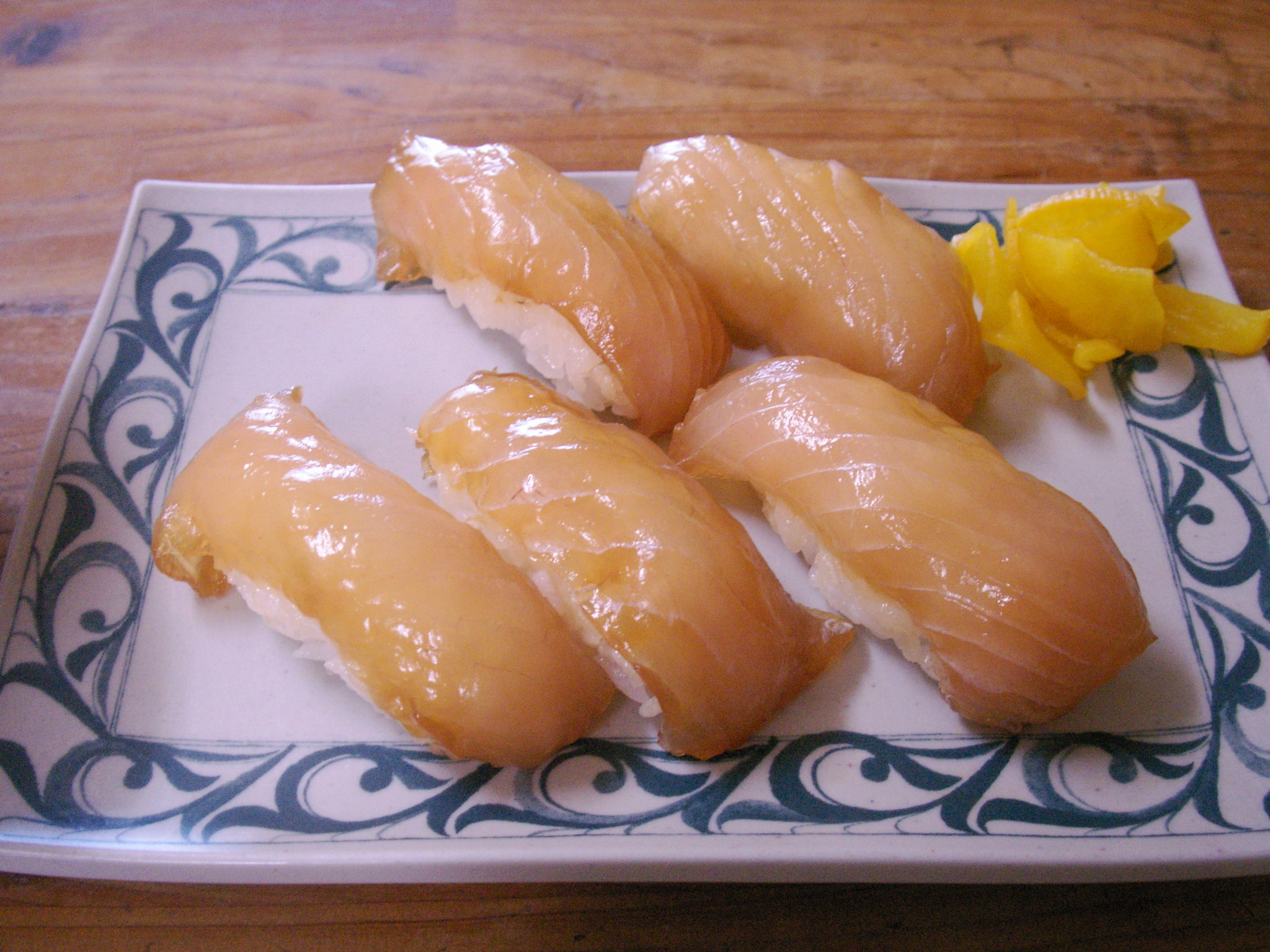
大東寿司（南大東島）

八丈島からの移住者が開拓した沖縄県の大東諸島にも（北大東島、南大東島を参照）同様の島寿司があり、島では大東寿司と呼ばれている。
材料となる魚はオキサワラやマグロが主流だが、大型のシマアジや白身魚もネタにする。しかし、島民には見た目の良さと味の良さからオキザワラがもっとも好まれている。伊豆諸島とは異なり、和辛子ではなく練りわさびが使用される。これは戦前に製糖産業で大いに栄えた島では当時では貴重だった粉ワサビも買えた名残りとの説もある（島民談）。
また大東諸島には、これとは別に千葉県の祭り寿司によく似た太巻き寿司もあり、いずれも那覇空港で空弁として販売されている。